# Казарма Владикавказского гарнизона и участок примыкающей крепостной стены

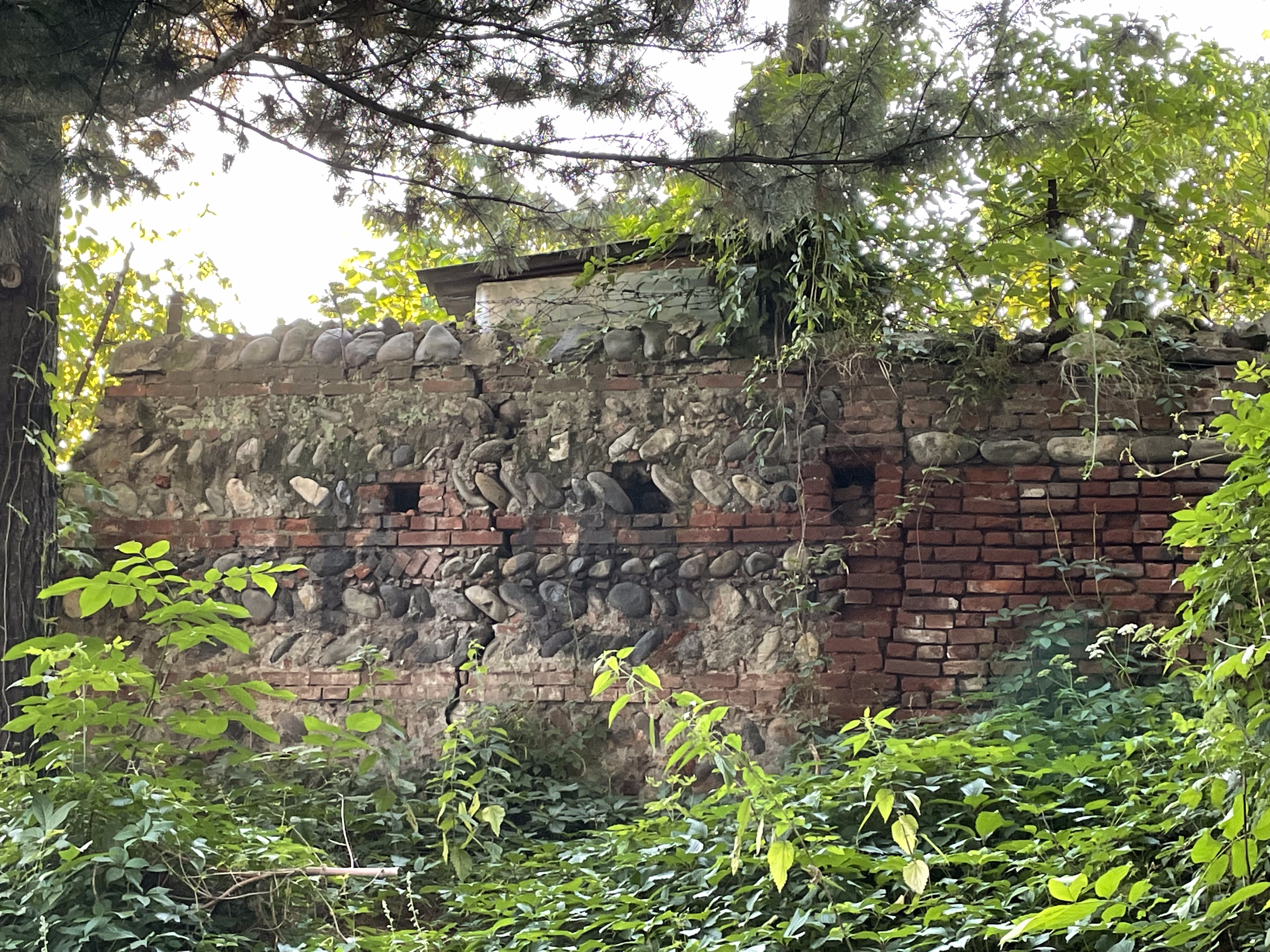
Крепостная стена

 Казарма Владикавказского гарнизона и участок примыкающей крепостной стены — памятник архитектуры во Владикавказе, Северная Осетия. Выявленный объект культурного наследия России и культурного наследия Северной Осетии. Памятник, связанный с историей Владикавказа. Один из сохранившихся до нашего времени фрагментарных остатков Владикавказской крепости.
Памятник расположен в исторической части города «Осетинка/ Осетинская слободка» (осет. Ирыхъæу). Внутренняя часть находится на территории 412-го военного госпиталя Южного военного округа на Армянской улице, д. 21. Вместе с бывшей Армянской школой входит в единый архитектурный комплекс. Ближайшие объекты культурного наследия по Армянской улице — Армянская школа, д. 21 — 23 и Дом Коста Хетуагурова, д. 24.
Одноэтажное здание казармы на бутовом фундаменте высотой 4,20 метра было построено в первой половине XIX века на возвышенном рельефе. Длина продольного юго-восточного фасада составляет 56,05 метров, торцевого фасада — 9,3 метра, северо-восточного крыла — 20 метров. Фундамент сложен из валунов-окатышей, скреплённых цементно-известковым раствором. Стены выложены техникой комбинированной кладки, сочетающей кирпичи и бутовые окатыши. Кирпичом выложены угловые элементы и перемычки проёмов.
К торцевой юго-восточной стене примыкает небольшой фрагмент крепостной стены, которая повторяет кирпично-бутовую кладку казармы. С внешней стороны высота стены составляет 2,6 метров, с внутренней — 1,5 метра. На внешней стороне на уровне 1,7 метра находятся квадратные ниши, обрамлённые кирпичом размером 0,25 х 0,25.